# Canoa/kayak ai Giochi della XXX Olimpiade - K2 200 metri maschile
La gara di velocità K2, 200 metri, per Londra 2012 si è svolta al Dorney Lake dal 10 all'11 agosto 2012.

## Regolamento della competizione
La competizione prevede batterie di qualificazione, due semifinali e due finali. I primi cinque equipaggi nelle batterie accedono alle semifinali mentre gli altri vengono ammessi alla finale B. I primi quattro equipaggi nelle semifinali vengono ammessi alla finale A e competono per le medaglie, gli altri sono ammessi alla finale B. La finale B ha la sola finalità di definire i piazzamenti.

## Programma
| Data                   | Ora         | Round               |
| ---------------------- | ----------- | ------------------- |
| Venerdì 10 agosto 2012 | 10:33 11:44 | Batterie Semifinali |
| Sabato 11 agosto 2012  | 10:41       | Finale              |

## Risultati

### Batterie

#### Batteria 1
| Pos. | Atleta                              | Paese      | Tempo  | Note |
| ---- | ----------------------------------- | ---------- | ------ | ---- |
| 1    | Aleksandr D'jačenko Jurij Postrigaj | Russia     | 32"321 | Q    |
| 2    | Ronald Rauhe Jonas Ems              | Germania   | 32"905 | Q    |
| 3    | Arnaud Hybois Sébastien Jouve       | Francia    | 32"933 | Q    |
| 4    | Ryan Cochrane Hugues Fournel        | Canada     | 33"407 | Q    |
| 5    | Ionuț Mitrea Bogdan Mada            | Romania    | 33"978 | Q    |
| 6    | Alexey Dergunov Yevgeniy Alexeyev   | Kazakistan | 34"254 |      |
| —    | Fernando Pimenta Emanuel Silva      | Portogallo | —      | DNS  |

#### Batteria 2
| Pos. | Atleta                                  | Paese         | Tempo  | Note |
| ---- | --------------------------------------- | ------------- | ------ | ---- |
| 1    | Raman Pjatrušėnka Vadzim Machneŭ        | Bielorussia   | 33"129 | Q    |
| 2    | Liam Heath Jon Schofield                | Gran Bretagna | 33"364 | Q    |
| 3    | Miguel Correa Rubén Voisard             | Argentina     | 33"623 | Q    |
| 4    | Stephen Bird Jesse Phillips             | Australia     | 34"120 | Q    |
| 5    | Krists Straume Aleksejs Rumjancevs      | Lettonia      | 34"447 | Q    |
| 6    | Momotarō Matsushita Hiroki Watanabe     | Giappone      | 34"669 |      |
| 7    | Olivier Cauwenbergh Laurens Pannecoucke | Belgio        | 35"297 |      |

### Semifinale

#### Semifinale 1
| Pos. | Atleta                              | Paese         | Tempo  | Note |
| ---- | ----------------------------------- | ------------- | ------ | ---- |
| 1    | Aleksandr D'jačenko Jurij Postrigaj | Russia        | 32"051 | Q    |
| 2    | Liam Heath Jon Schofield            | Gran Bretagna | 32"940 | Q    |
| 3    | Miguel Correa Rubén Voisard         | Argentina     | 33"105 | Q    |
| 4    | Ryan Cochrane Hugues Fournel        | Canada        | 33"500 | Q    |
| 5    | Ionuț Mitrea Bogdan Mada            | Romania       | 34"253 |      |

#### Semifinale 2
| Pos. | Atleta                             | Paese       | Tempo  | Note |
| ---- | ---------------------------------- | ----------- | ------ | ---- |
| 1    | Raman Pjatrušėnka Vadzim Machneŭ   | Bielorussia | 32"641 | Q    |
| 2    | Ronald Rauhe Jonas Ems             | Germania    | 32"662 | Q    |
| 3    | Arnaud Hybois Sébastien Jouve      | Francia     | 32"668 | Q    |
| 4    | Stephen Bird Jesse Phillips        | Australia   | 34"071 | Q    |
| 5    | Krists Straume Aleksejs Rumjancevs | Lettonia    | 34"140 |      |

### Finali

#### Finale B
| Pos. | Atleta                                  | Paese      | Tempo  | Note |
| ---- | --------------------------------------- | ---------- | ------ | ---- |
| 1    | Alexey Dergunov Yevgeniy Alexeyev       | Kazakistan | 35"494 |      |
| 2    | Momotarō Matsushita Hiroki Watanabe     | Giappone   | 35"739 |      |
| 3    | Krists Straume Aleksejs Rumjancevs      | Lettonia   | 36"110 |      |
| 4    | Olivier Cauwenbergh Laurens Pannecoucke | Belgio     | 36"336 |      |
| 5    | Ionuț Mitrea Bogdan Mada                | Romania    | 46"495 |      |

#### Finale A
| Pos. | Atleta                              | Paese         | Tempo  | Note |
| ---- | ----------------------------------- | ------------- | ------ | ---- |
|      | Aleksandr D'jačenko Jurij Postrigaj | Russia        | 33"507 |      |
|      | Raman Pjatrušėnka Vadzim Machneŭ    | Bielorussia   | 34"266 |      |
|      | Liam Heath Jon Schofield            | Gran Bretagna | 34"421 |      |
| 4    | Arnaud Hybois Sébastien Jouve       | Francia       | 35"012 |      |
| 5    | Miguel Correa Rubén Voisard         | Argentina     | 35"271 |      |
| 6    | Stephen Bird Jesse Phillips         | Australia     | 35"315 |      |
| 7    | Ryan Cochrane Hugues Fournel        | Canada        | 35"396 |      |
| 8    | Ronald Rauhe Jonas Ems              | Germania      | 35"405 |      |